# Operazione Strangle

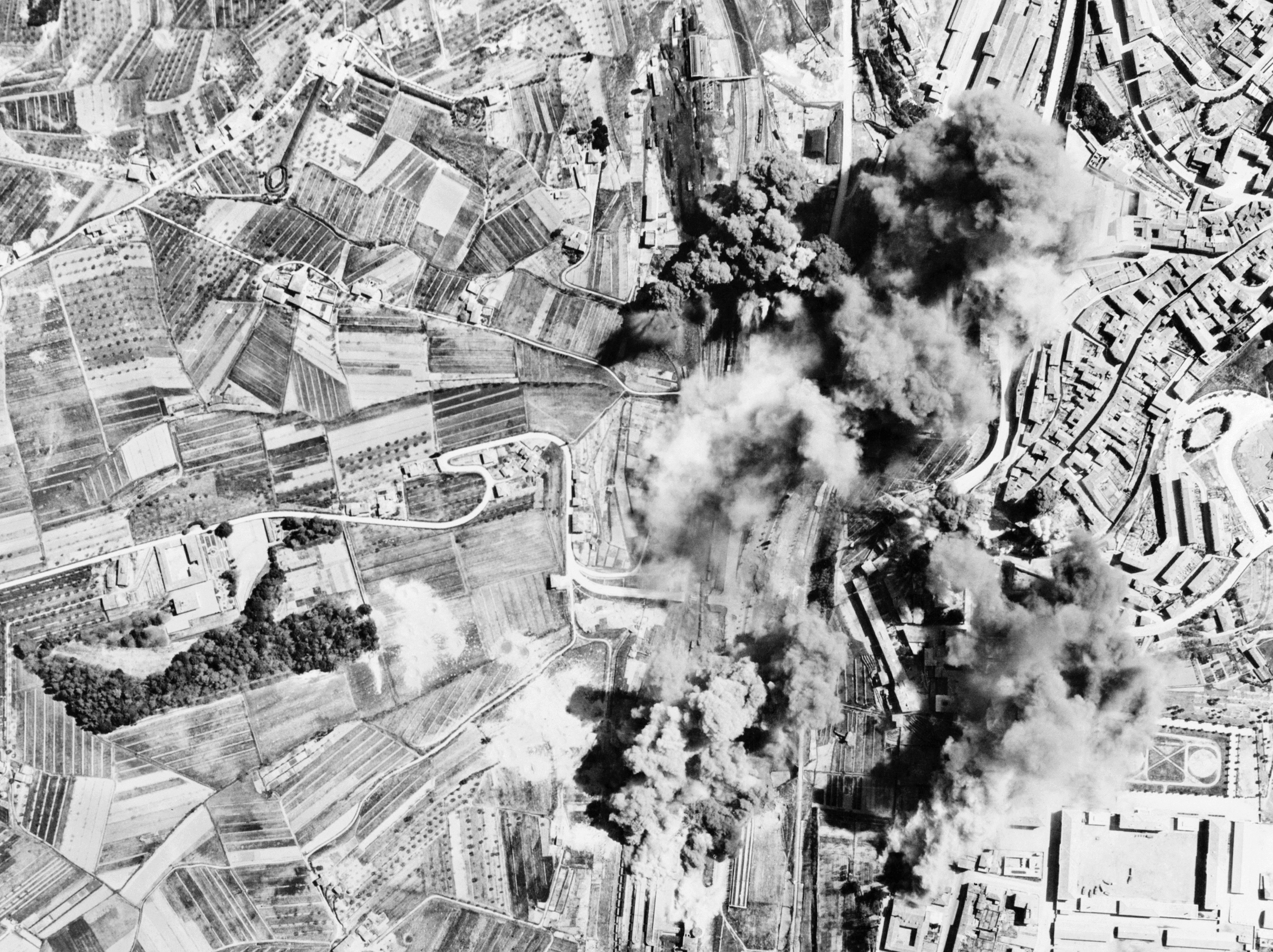
Bombardamento aereo sulle linee ferroviarie di Siena durante l'operazione Strangle.

L'operazione Strangle fu una serie di operazioni di interdizione aerea, durante la Campagna d'Italia della seconda guerra mondiale da parte della 12ª e 15ª forza degli Stati Uniti, per interrompere le rotte di approvvigionamento tedesche in Italia a nord di Roma dal 22 marzo 1944, fino alla liberazione di Roma nella primavera del 1944.
Il suo scopo era quello di impedire che forniture essenziali raggiungessero le forze tedesche in Italia centrale e quindi costringerle ad un ritiro. L'obiettivo strategico dell'attacco aereo era quello di eliminare o comunque ridurre notevolmente la necessità di un attacco di terra sulla regione. Nonostante l'obiettivo iniziale di costringere il nemico a ritirarsi non fosse stato raggiunto, l'interdizione aerea di questa operazione svolse un ruolo importante nel successo dell'assalto terrestre dell'operazione Diadem.
Due principali linee di interdizione furono mantenute in tutto lo stretto stivale d'Italia. Ciò significò che i treni non potevano più passare dalla pianura Padana alla linea del fronte, e che a sud di Firenze, sostanzialmente tutte le forniture dovevano essere spostate in camion.
L'operazione richiese l'impiego di bombardieri di media dimensione e cacciabombardieri su una superficie di circa 390 km², cioè da Roma a Pisa e da Pescara a Rimini.